# شيرمان أوكس (كاليفورنيا)
شيرمان أوكس، كاليفورنيا ، هي بلدة شعبية تقع في منطقة وادي سان فرناندو في مدينة كاليفورنيا الأمريكية ، والتي تأسست سنة 1927م، ويبلغ عدد سكانها نحو 60 ألف نسمة، وتشمل الحي جبال مونيكا سانتا والتي تعطي البلدة كثافة سكانية.

## أعلام
- توبي هوبر
- ماري كيت اولسن
- دون كيفر
- كلوديا باريت
- جينيفر أنيستون
- شيريل ميلر
- كريس قطان
- فريدي هوبارد
- مايكل كورتيز
- باربرا هيل